# Sphaerophoria evida
Sphaerophoria evida är en tvåvingeart som beskrevs av He och Li 1992. Sphaerophoria evida ingår i släktet sländblomflugor, och familjen blomflugor. Inga underarter finns listade i Catalogue of Life.